# Contea di Young (Australia)
La contea di Young è una Local Government Area che si trova nel Nuovo Galles del Sud. Essa si estende su una superficie di 2.694 chilometri quadrati e ha una popolazione di 13.078 abitanti. La sede del consiglio si trova a Young.